# Nox (banda)
Nox es una popular banda de música húngara nacida en 2002 que practica una mezcla entre música tradicional y sonidos modernos. Sus miembros son Szilvia Péter Szabó y Tamás Nagy. En 2005 representaron a Hungría en el Festival de la Canción de Eurovisión con el tema Forogj, világ! (¡Gira mundo!), quedando quintos en la semifinal y duodécimos en la final, pese a ser uno de los grandes favoritos. Han editado hasta la fecha cinco álbumes de estudio y todos han sido número 1 en Hungría.
En 2006 ganaron el premio de "Best Pop Band" (Mejor banda Pop) en los Persian Golden Lioness Award.

## Discografía
- 2002 Örökség (Herencia) 1x Platino
- 2003 Bűvölet (Hechicería) 2x Platino
- 2004 Karácsony (Navidad) 1x Platino
- 2005 Ragyogás (Brillante) 2x Platino
- 2006 Örömvölgy (Valle de alegría) x2 Platino
- 2007 Csendes (Silencio) x1 Oro
- 2008 Időntúl (Más allá del tiempo)
- 2009 Most! (¡Ahora!)
- 2010 The Best of Nox 2002-2009 (Lo mejor de Nox 2002-2009)